# Berliner Erklärung (50 Jahre Römische Verträge)

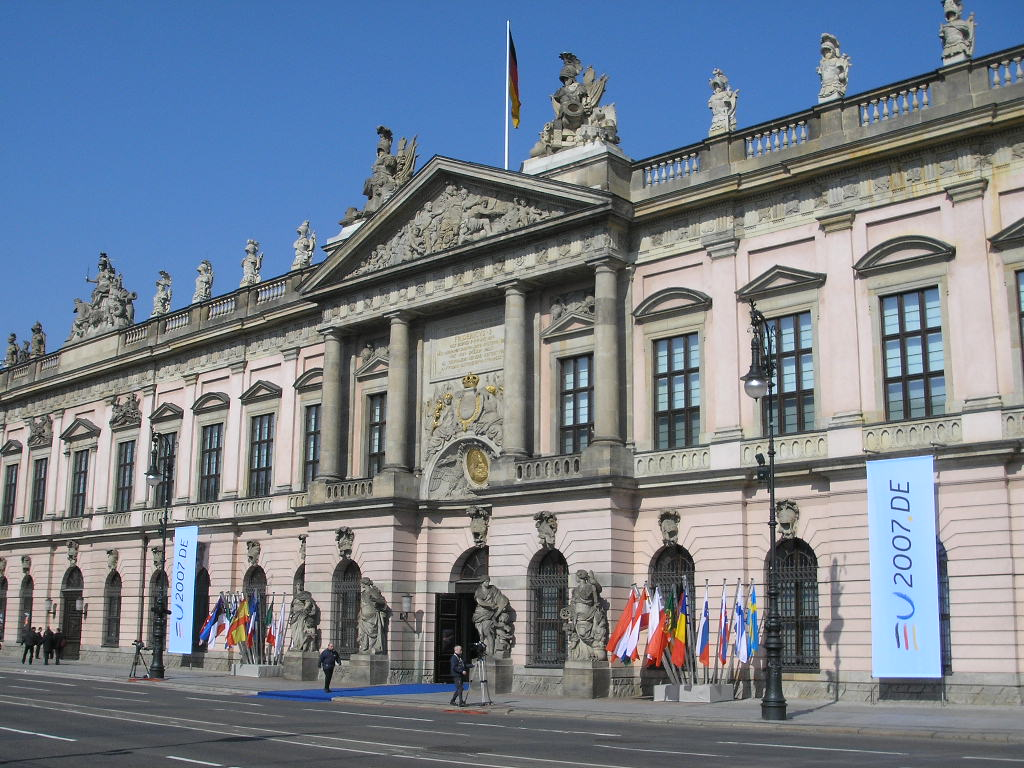
Das Berliner Zeughaus am Tage der Unterzeichnung der Berliner Erklärung

Die Berliner Erklärung ist ein von der deutschen EU-Ratspräsidentschaft formuliertes Dokument, das  am 25. März 2007 anlässlich des fünfzigsten Jahrestages des Abschlusses der Römischen Verträge auf einem informellen Gipfel der 27 Staats- und Regierungschefs im Berliner Zeughaus feierlich unterzeichnet wurde. Die juristisch unverbindliche Absichtserklärung sollte nach der Vorstellung des Europäischen Rates eine orientierungsstiftende Wirkung innerhalb der Bevölkerung der Europäischen Union in Bezug auf Werte, Aufgaben und Struktur des Staatenverbundes entfalten.

## Inhalt

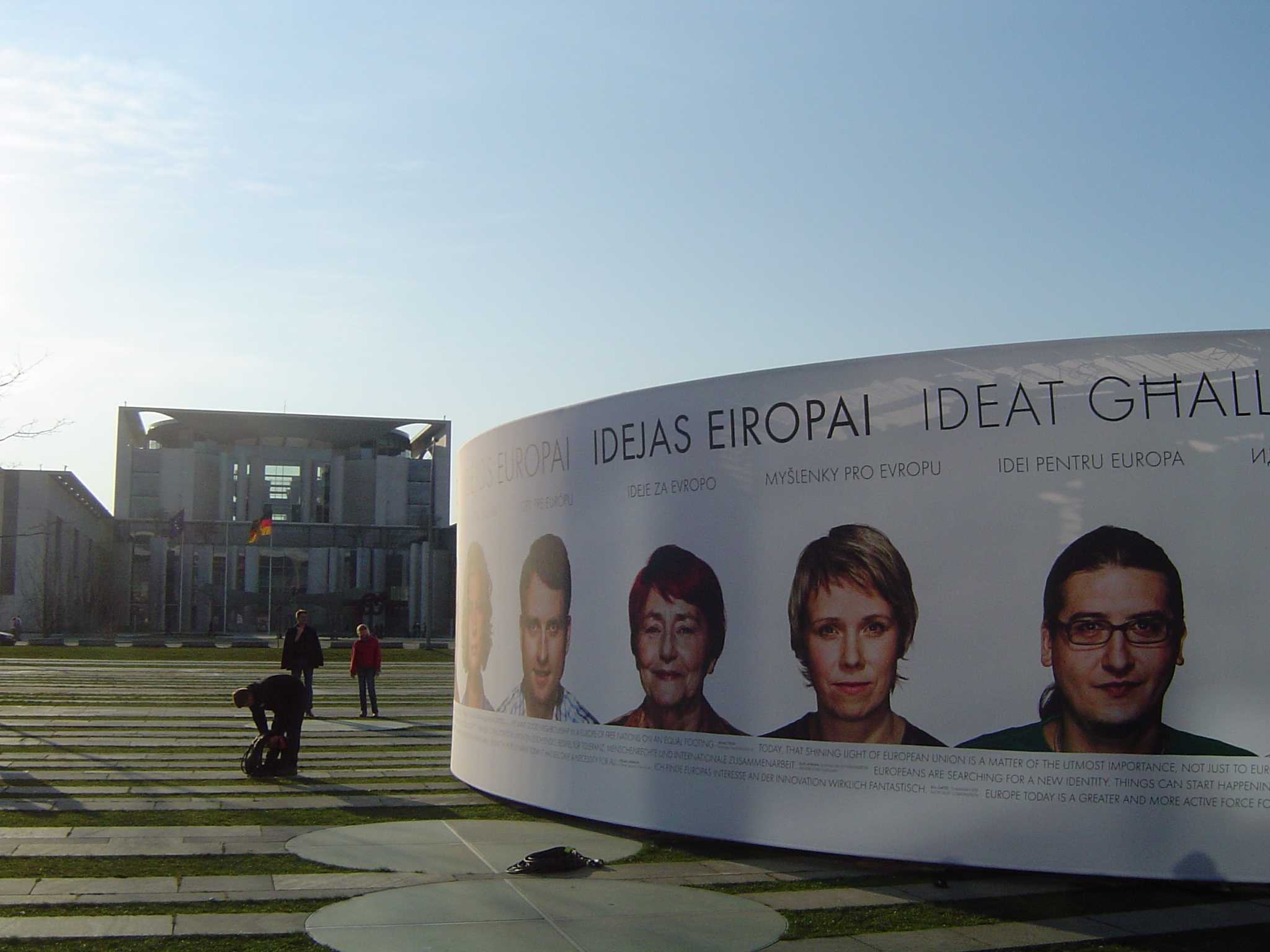
Installation Ideen für Europa vor dem Bundeskanzleramt anlässlich des Jahrestages

Das Dokument, das als symbolische und normative Skizzierung der zukünftigen politischen Agenda der deutschen Ratspräsidentschaft gewertet wurde, enthält in vier Abschnitten zunächst eine Auswertung der Europapolitik der letzten 50 Jahre. 
Im ersten Abschnitt werden die Errungenschaften der europäischen Integration seit der Unterzeichnung der Römischen Verträge zur Gründung der Europäischen Wirtschaftsgemeinschaft und zur Europäischen Atomgemeinschaft bilanziert. 
Im Anschluss wird die Bedeutung einer Europäischen Wertegemeinschaft unterstrichen und damit die Notwendigkeit begründet, die Europäische Union bis zu den Europawahlen 2009 auf eine verfassungsrechtliche Basis zu stellen. Der Text spricht dabei unter Vermeidung des Verfassungsbegriffs, dessen Erwähnung im Besonderen von Frankreich und den Niederlanden aufgrund der dort gescheiterten Verfassungsreferenden kritisch gesehen wurde, von einer „gemeinsamen Grundlage“. 
Weiterhin werden grundlegende politische Herausforderungen der Europäischen Union wie der Umwelt- und Klimaschutz sowie der internationale Terrorismus benannt. Auf Wunsch Spaniens wurde kurz vor Unterzeichnung der Erklärung der Kampf gegen die illegale Einwanderung als weiteres innenpolitisches Ziel in den Text mit aufgenommen.

## Grundsätzliche Kritik
Im Vorfeld der Veröffentlichung stieß die Verlautbarung bereits auf Kritik unter anderem aus den Oppositionsfraktionen im Deutschen Bundestag. So bemängelten mehrere Abgeordnete die intransparente Willensbildung und Entscheidungsfindung, die dem Dokument zu Grunde liege, und bezeichneten das Vorgehen der Bundesregierung als „Geheimdiplomatie“, die dem folgenden notwendigerweise transparenten und bürgernahen Verfassungsprozess nicht förderlich sei.
Papst Benedikt XVI. bekundete im Rahmen einer Europäischen Bischofskonferenz sein Bedauern über einen fehlenden Gottesbezug in der Erklärung mit der Begründung, das Christentum sei ein wesentliches Element für die Bildung einer europäischen Identität. 
Insgesamt wird der Berliner Erklärung wenig Beachtung geschenkt, sie erfüllte offensichtlich nur einen kurzfristigen Zweck zur Offenhaltung der Reformbestrebungen in der Europäischen Union. 
Die föderalistische Europa-Union Deutschland beschrieb sie als „hervorragend zur Verdeutlichung der europäischen Identität geeignet“.